# Château Grand-Puy-Lacoste
Le château Grand-Puy-Lacoste, est un domaine viticole de 55 hectares situé à Pauillac en Gironde. Situé en AOC pauillac, il est classé cinquième grand cru dans la classification officielle des vins de Bordeaux de 1855.

## Vignoble

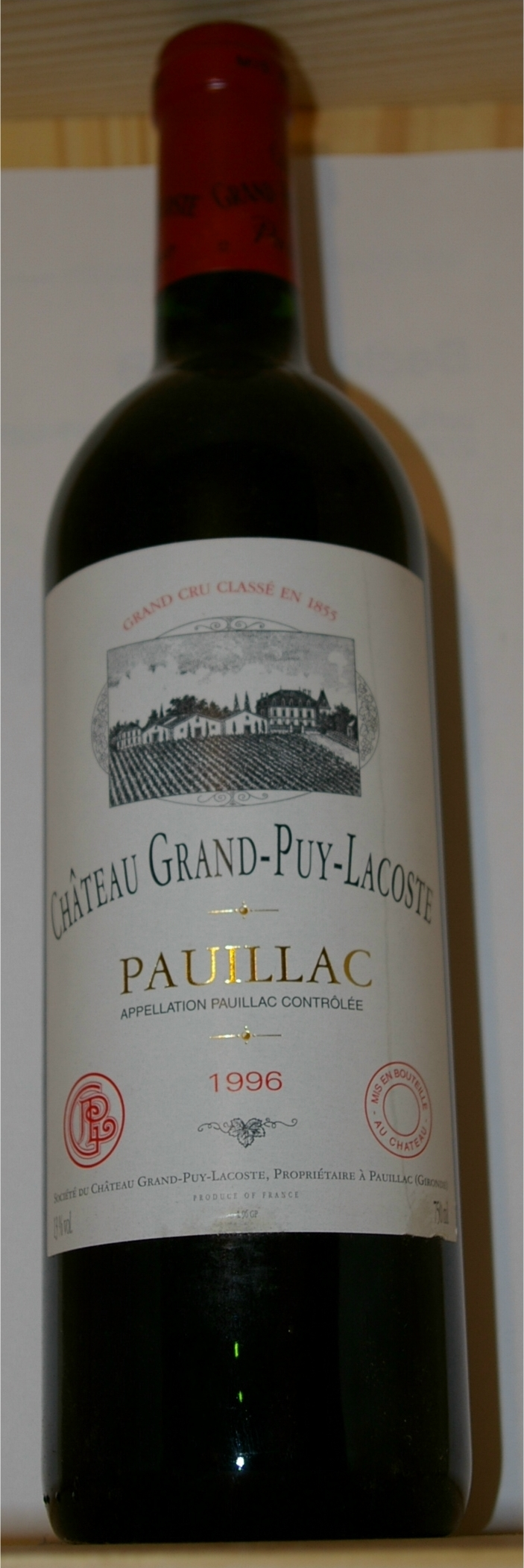
Bouteille de château Grand-Puy-Lacoste millésime 1996.

Les vignes du Château s'enracinent dans des croupes graveleuses günziennes sur un sous-sol calcaire. L'encépagement du domaine est constitué à 70 % de cabernet sauvignon, à 25 % de merlot et à 5 % cabernet franc.

## Vins

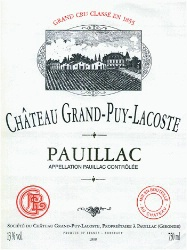
Etiquette de château Grand-Puy Lacoste.

Après la fermentation en cuve en inox, le vin mûrît durant 16 à 18 mois dans les barriques en chêne, partiellement neufs (45 à 55 % selon l'année).
Le Château Grand-Puy-Lacoste produit un second vin nommé « Lacoste-Borie ».